# Ernst Kammerer
Ernst Kammerer (* 1908 in München; † 1941 in Russland) war ein deutscher Feuilletonist und Buchautor. 

## Werdegang
Kammerer gehörte in seinen Studienjahren in München zum  Kreis um Professor Artur Kutscher und war an Bühnenaufführungen der Vier Nachrichter beteiligt, zeitweise sogar als vierter Nachrichter (Hier irrt Goethe!). Er wirkte überdies jahrelang als Hobby-Conférencier. 
Als Feuilletonist schrieb er später unter anderem in der Süddeutschen Sonntagspost.
Als Buchautor schließlich war er mit seinen zwei humorvollen „kleinen Lexika“ (1939 und 1941), die noch Jahre nach seinem Tod immer wieder neu aufgelegt wurden, überaus erfolgreich.
Kammerer war Soldat im Zweiten Weltkrieg. Im Oktober 1941 fiel er in Russland.
Hans Bender zählte ihn 1967 zu den „Klassikern des Feuilletons“. Bis heute finden Texte von ihm Eingang in Anthologien.

## Bibliographie
- Alltag bis Zwetschgendatschi : ein kleines Lexikon von A bis Z, 1939
- Amazone bis Zitrone : ein neues kleines Lexikon, 1941